# Епархия Фрежюс-Тулона
Епархия Фрежюс-Тулона (лат. Dioecesis Foroiuliensis-Tolonensis, фр. Diocèse de Fréjus-Toulon) — епархия в составе архиепархии-митрополии Марселя Римско-католической церкви во Франции. В настоящее время епархией управляет епископ Франсуа Туве. Викарные епископы — Жан-Ив Молина, Марк Элье. Почётный епископ — Жозеф-Теофиль-Луи-Мари Маде.
Клир епархии включает 307 священников (204 епархиальных и 103 монашествующих священников), 18 диаконов, 159 монахов, 391 монахиню.
Адрес епархии: B.P. 3022, 68 Impasse Beaulieu, 83059 Toulon CEDEX, France.

## Территория
В юрисдикцию епархии входит 197 приходов в департаменте Вар, в регионе Прованс-Альпы-Лазурный берег во Франции.
Кафедра епископа находится в городе Тулон в церкви Сент Мари Межёр у де ля Сед. В городе Фрежюс находятся сокафедральный собор Святого Леонтия и бывший собор Святого Эгифа. На территории епархии в Сен-Рафаэле находится базилика Нотр Дам де ля Виктуар, освященная в честь Пресвятой Девы Марии Победительницы.

## История
Кафедры Фрежюса и Тулона были основаны в IV веке, и в V веке обе стали епископоствами-суффраганствами архиепархии Экса.
В конце XVII — начале XVIII века епископ Арман-Луи Бонен де Шалюс основал епархиальную семинарию в Тулоне.
После конкордата 1801 года буллой Qui Christi Domini Папы Пия VII от 29 ноября 1801 года епархии были упразднены, а их территории вошли в состав архиепархии Экса.
В июне 1817 года между Святым Престолом и правительством Франции был заключен новый договор, вслед за этим 27 июля буллой Commissa divinitus Папа восстановил кафедру Фрежюса. Однако, соглашение не вступило в силу, поскольку оно не было ратифицировано парламентом в Париже.
Епархия Фрежюса была восстановлена 6 октября 1822 года буллой Paternae charitatis Папы Пия VII на прежней территории; в состав восстановленной епархии волшла большая часть территории упраздненной епархии Тулона.
28 апреля 1957 года буллой Qui arcana Dei Папы Пия XII собором епархии стала церковь Сант Мари Межёр у де ля Сед в Тулоне. Прежний собор Святого Леонтия во Фрежюсе получил статус сокафедрального. С этого времени епархия получила своё нынешнее название.
8 декабря 2002 года епархия Фрежюс-Тулона вошла в состав митрополии Марселя.

## Ординарии епархии

### Кафедра Тулона
- Августал (441—450);
- Гонорат (451);
- святой Грациан (472);
- святой Киприан (524—549);
- Палладий (549—554);
- Дезидерий I (573—585);
- Менна (601);
- Хильтигиз (614);
- Таврин (680);
- Гандальмар (VII/IX век);
- Евсторгий (879);
- Армод (899);
- Теодад де Жандаль (1021—1056);
- Гильом I (25.01.1056 — 1079);
- Аримин (1096—1110);
- Гильом II (1117—1165)
- Пьер I Иснар (1168—1183) — назначен архиепископом Арля;
- Дидье II (1183—1201) — картузианец;
- Понс I Розиан (1201) — августинец;
- Гильом III де Солье (XIII век);
- Стефан (1212—1223)
- Жан I де Бо (Жан Боссан) (1223 — 23.01.1234) — назначен архиепископом Арля;
- Раймон де Сен-Жаль (1234—1255) ;
- Бертран (1257—1266);
- Готье Гофреди (1266—1277);
- Жан II (17.05.1279 — 1303);
- Раймон де Ростен (1305—1311);
- Понс II (1314—1317);
- Эльзеар де Гландеве (1317—1323);
- Юг I (1324—1325);
- Пьер II де Гильом (1325 — 06.09.1328) — назначен епископом Оранжа;
- Фульк Шательми (06.09.1328 — 1329) — доминиканец;
- Жак I де Корво (31.08.1330 — 1341) — доминиканец;
- Юг II Ле Бай (1345) — августинец-еремит;
- Пьер III Гофреди (23.03.1355 — 1358) — августинец-еремит;
- Раймон III де Дарон (18.06.1361 — 1364) — августинец-еремит;
- Гильом де ла Вут (13.11.1364 — 09.12.1368) — бенедиктинец, назначен епископом Марселя;
- Жан III Стефани де Жирбьото (27.09.1368 — 1380);
- Пьер IV де Марвиль (01.02.1395 — 04./05.09.1402) — доминиканец;
- Жан IV Жимброзио (02.04.1403 — 1409);
- Виталий Валентини (23.10.1409 — 1427) — францисканец;
- Николя I Дракониш (1428—1434);
- Жан V Гомбар (1434);
- Пьер де Клапье (1440);
- Жан VI Юэ (16.12.1453 — 1483);
- Никколо Фиески I (12.09.1484 — 15.03.1485) — избранный епископ, назначен епископом Фрежюса;
- Жан VII Альбрига (де Миксон) (27.11.1487 — 1496);
- Гильом V Брисонне (20.12.1497 — 1501) — апостольский администратор;
- Дени Брисонне (1501 — 13.02.1512);
- Никколо II Фьески (08.01.1514 — 30.07.1515) — апостольский администратор;
- Фило Роврелла (30.07.1515 — 03.09.1518) — избранный епископ, назначен епископом Асколи Пичено;
- Никколо II Фьески (03.09.1518 — 15.06.1524) — вторично, апостольский администратор;
- Агостино Тривульцио (22.06.1524 — 07.06.1535) — апостольский администратор;
- Антонио Тривульцио (07.06.1535 — 25.06.1559);
- Джироламо делла Ровере (26.01.1560 — 12.05.1564) — назначен архиепископом Турина;
- Тома Жакомель (23.02.1565 — 1571) — доминиканец;
- Гильом VI дю Блан (30.07.1571 — 1588);
  - Sede vacante (1588—1599);
- Эжидьюс де Септр (19.07.1599 — 02.05.1626);
- Огюст II де Форбен (21.02.1628 — 1638);
- Жак II Дане де Марли (09.01.1640 — 1656);
- Пьер V Пенгре (17.06.1658 — 05.12.1662);
- Луи I де Форбен д’Oппед (23.06.1664 — 29.04.1675);
- Жан VIII де Вентимиль дю Люк (27.04.1676 — 15.11.1682);
- Арман-Луи Боннен де Шалюсе (04.02.1692 — 10.07.1712);
- Луи II де Ла Тур дю Пен де Монтобан (26.09.1712 — 12.09.1737);
- Луи-Альбер Жоли де Шуэн (05.05.1738 — 16.04.1759);
- Александр Ласкарис (13.07.1759 — 1785);
- Эллеон де Кастеллан-Мазанг (24.07.1786 — 1806);
  - Кафедра упразднена (с 1801).

### Кафедра Фрежюса
- святой Леонтий (400—433);
- Феодор (433—455);
- Астерий (463—465);
- святой Аузил (475);
- Викторин (484—506);
- Иоанн I (524);
- Луперциан (527—529);
- Дезидерий (541);
- Экспектат (549—554);
- Эпифан (582);
- Мартин (636);
- Неизвестный по имени (788);
- Бенедикт (909—911);
- Гонтар (949—952);
- Рикульф (973—1000);
- Госельм (1010—1044);
- Бертран I (1044—1091);
- Беранже (1091—1131);
- Бертран II (1131—1145);
- Пьер де Монлор (1154—1157);
- Фредоль д’Aндюз (1166—1197);
- Гильом дю Пон (1197—1202);
- Раймон де Капелла (1203 — 07.03.1206);
- Бермон Корню (1206—1212) — назначен архиепископом Экса;
- Раймон де Пюирикар (1212—1215);
- Оливье (1220);
- Бертран де Фава (1224—1233)
- Раймон Беранже (1235—1248)
- Бертран де Сен-Мартен (1248 — 05.03.1264) — назначен архиепископом Авиньона;
- Пьер де Камаре (1264 — 25.12.1266);
- Гильом де ла Фонт (1267—1280);
- Бертран Комарк (1280 — 19.12.1299);
- Жак Арно Дюэз (04.02.1300 — 18.03.1310) — назначен епископом Авиньона, после избран Папой под именем Иоанна XXII;
- Бертран д’Эмини (18.03.1310 — 1318);
- Бартелеми Грасси (10.01.1318 — 05.03.1340);
- Жан д’Aрпадель (06.11.1340 — 1343);
- Гильом д’Обюссак (04.06.1343 — 1346);
- Пьер Аламанни (07.04.1346 — 1348);
- Пьер дю Пен (1348);
- Гильом Амиси (02.03.1349 — 09.06.1360) — апостольский администратор;
- Пьер Артоди (1360—1361) — доминиканец;
- Гильом де Рофйяк (27.08.1361 — 03.11.1364);
- Раймон Дакони (13.11.1364 — 06.06.1371) — августинец-еремит, назначен епископом Памье;
- Бертран де Вильмю (06.06.1371 — 30.05.1385);
- Эмманюэль I (1385);
- Луи де Буйяк (03.08.1385 — 13.04.1405);
- Жиль Жювени (09.12.1409 — 01.02.1422);
- Жан Белар (03.03.1422 — 1449);
- Жак Жювенель дез Юрсен (21.11.1449 — 1452);
- Жак Сеген (20.10.1452 — 1453);
- Гильом-Юг д’Эстен (17.06.1453 — 1455);
- Жан дю Белле (07.11.1455 — 15.04.1462) — назначен епископом Пуатье;
- Леон Герине (15.04.1462 — 1472);
- Режиналь д’Aнглин (18.07.1472 — 1472);
- Урбано Фьески (16.09.1472 — 1485);
- Никколо Фиески (1485);
- Робер Брисонне (1486—1487);
- Ростан д’Aнсезюн (17.09.1487 — 26.11.1494) — назначен архиепископом Эмбрёна;
- Никколо Фьески (25.02.1495 — 11.11.1511) — вторично;
- Урбано Фьески (11.11.1511 — 23.01.1524);
- Франсьо дез Юрсен (15.06.1524 — 15.12.1525) — апостольский администратор;
- Леон дез Юрсен (15.12.1525 — 11.05.1564);
- Бертран де Роман (15.02.1566 — 19.03.1579);
- Франсуа де Булье (22.05.1579 — 1591);
- Жерар Белланже (02.12.1592 — 1598);
- Бартелеми Камелен (01.09.1599 — 12.06.1637);
- Пьер Камелен (12.06.1637 — 1654);
- Жозеф Зонго Ондедеи (08.07.1658 — 23.07.1674);
- Антуан де Клермон (23.03.1676 — 24.08.1678);
- Луи д’Aнглюр де Бурлемон (17.07.1679 — 15.07.1680) — назначен епископом Каркассона;
- Люк д’Aкен (17.03.1681 — 1697);
- Луи д’Aкен (27.03.1697 — 30.03.1699) — назначен епископом Се;
- Андре-Эркюль де Флёри (18.05.1699 — 03.05.1715);
- Пьер де Кастеллан (29.08.1715 — 21.03.1739);
- Мартен дю Белле (16.11.1739 — 04.08.1766);
- Эмманюэль де Боссе (06.08.1766 — 1801);
  - Жан Жозеф Ригуар (1791) — антиепископ;
  - Кафедра упразднена (1801—1822);
- Шарль-Александр де Ришери (16.05.1823 — 08.02.1829) — назначен архиепископом Экса;
- Луи-Шарль-Жан-Батист Мишель (16.04.1829 — 22.02.1845);
- Казимир-Алексис-Жозеф Викар (29.03.1845 — 30.07.1855) — назначен епископом Лаваля;
- Жозеф-Антуан-Анри Жордани (06.11.1855 — 1876);
- Жозеф-Себастьян-Фердинан Терри (17.03.1876 — 08.04.1885);
- Фредерик-Анри Ури (02.03.1886 — 03.06.1890) — назначен епископом Дижона;
- Эдокс-Ирене-Эдуард Миньо (03.06.1890 — 07.12.1899) — назначен архиепископом Альби;
- Алуа-Жозеф-Эжен Арно (07.12.1899 — 17.06.1905);
- Феликс-Адольф-Камиль-Жан-Батист Гийибер (21.02.1906 — 31.05.1926);
- Огюст-Жозеф-Мари Симеон (30.07.1926 — 22.10.1940);
- Огюст Жозеф Годель (24.09.1941 — 28.04.1957) — назначен епископом Фрежюс-Тулона;

### Кафедра Фрежюс-Тулона
- Огюст Жозеф Годель (28.04.1957 — 30.06.1960);
- Анри-Луи-Мари Мазера (30.07.1960 — 11.12.1961) — назначен епископом Анжера;
- Жиль-Анри-Алекси Барт (04.05.1962 — 08.02.1983);
- Жозеф Теофиль Луи Мари Мадек (08.02.1983 — 16.05.2000);
- Доминик Мари Жан Ре (16.05.2000 — 7.01.2025);
- Франсуа Туве (с 7 января 2025 года по настоящее время).

## Статистика
На конец 2006 года из 1 100 000 человек, проживающих на территории епархии, католиками являлись 660 000 человек, что соответствует 60,0 % от общего числа населения епархии.
| год  | население | население | население | священники | священники        | священники         | священники                           | постоянные диаконы | монахи  | монахи  | приходы |
| год  | католики  | всего     | %         | всего      | белое духовенство | черное духовенство | число католиков на одного священника | постоянные диаконы | мужчины | женщины | приходы |
| ---- | --------- | --------- | --------- | ---------- | ----------------- | ------------------ | ------------------------------------ | ------------------ | ------- | ------- | ------- |
| 1950 | 350.000   | 377.100   | 92,8      | 360        | 210               | 150                | 972                                  |                    | 150     |         | 180     |
| 1969 |           | 556.000   | 0,0       | 328        | 243               | 85                 | 0                                    |                    | 87      | 800     | 126     |
| 1980 | 563.000   | 647.000   | 87,0      | 358        | 203               | 155                | 1.572                                | 1                  | 179     | 660     | 194     |
| 1990 | 560.000   | 763.500   | 73,3      | 352        | 208               | 144                | 1.590                                | 6                  | 164     | 533     | 196     |
| 1999 | 700.000   | 880.000   | 79,5      | 396        | 196               | 200                | 1.767                                | 13                 | 220     | 400     | 196     |
| 2000 | 700.000   | 898.000   | 78,0      | 383        | 187               | 196                | 1.827                                | 13                 | 254     | 498     | 196     |
| 2001 | 700.000   | 832.291   | 84,1      | 338        | 191               | 147                | 2.071                                | 18                 | 199     | 413     | 139     |
| 2002 | 628.600   | 898.000   | 70,0      | 318        | 217               | 101                | 1.976                                | 18                 | 125     | 413     | 139     |
| 2003 | 628.600   | 898.000   | 70,0      | 241        | 174               | 67                 | 2.608                                | 22                 | 111     | 410     | 139     |
| 2004 | 627.000   | 898.000   | 69,8      | 309        | 189               | 120                | 2.029                                | 24                 | 186     | 424     | 196     |
| 2006 | 660.000   | 1.100.000 | 60,0      | 307        | 204               | 103                | 2.149                                | 18                 | 159     | 391     | 197     |

### По епархии Фрежюса
- G. Moroni, Dizionario di erudizione storico-ecclesiastica, Venezia 1844, vol. XXVII, p. 241
- Pius Bonifacius Gams, Series episcoporum Ecclesiae Catholicae, Leipzig 1931, pp. 551–552  (лат.)
- Konrad Eubel, Hierarchia Catholica Medii Aevi, vol. 1 Архивная копия от 9 июля 2019 на Wayback Machine, p. 252; vol. 2 Архивная копия от 4 октября 2018 на Wayback Machine, p. 155; vol. 3 Архивная копия от 21 марта 2019 на Wayback Machine, pp. 197–198; vol. 4 Архивная копия от 4 октября 2018 на Wayback Machine, p. 189; vol. 5, pp. 203–204; vol. 6, p. 218  (лат.)

### По епархии Тулона
- Pius Bonifacius Gams, Series episcoporum Ecclesiae Catholicae, Leipzig 1931, pp. 636–637  (лат.)
- Konrad Eubel, Hierarchia Catholica Medii Aevi, vol. 1 Архивная копия от 9 июля 2019 на Wayback Machine, pp. 487–488; vol. 2 Архивная копия от 4 октября 2018 на Wayback Machine, pp. XXXIX, 252; vol. 3 Архивная копия от 21 марта 2019 на Wayback Machine, p. 315; vol. 4 Архивная копия от 4 октября 2018 на Wayback Machine, p. 339; vol. 5, p. 377; vol. 6, p. 404  (лат.)